# Lessicografia
In linguistica, la lessicografìa è un'attività basata sulla compilazione di dizionari (o di lessici) mediante la raccolta e la classificazione di determinati vocaboli, definiti sotto forma di lemmi in singole voci (dette anche entrate). La scelta di quali parole includere dipende dalla particolare visione linguistica del lessicografo o, in generale, di chiunque si proponga di redigere un dizionario (in genere il criterio seguito è riportato nell'introduzione).
Quali che siano il suo carattere precipuo (“dellʼuso”, “storico”) o la sua impostazione (monolingue, bilingue) o la sua natura (enciclopedica, specialistica, etimologica), un dizionario si articola in una macrostruttura, composta da introduzione, lemmi ed eventuali postfazioni o commenti, e una microstruttura, riguardante la voce e la sua trattazione (trascrizione fonematica, etimologia, categoria grammaticale [con indicazione delle forme flesse], accezioni e funzioni, ed eventuali note dʼuso).
Infine, è doveroso distinguere la lessicografia dalla lessicologia, perché in questa lo studio del lessico non è finalizzato alla composizione di vocabolari.

## Origini e opere lessicografiche antiche
La lessicografia nasce in Siria 4000 anni fa con la redazione dei primi dizionari bilingui, sotto forma di tavolette di argilla scritte in caratteri cuneiformi. In un secondo momento, si affermerà soprattutto in India, Grecia, Egitto e Roma. Superato il primo uso dei vocabolari, legato soprattutto agli scambi commerciali, saranno gli scrittori a farne un uso personale quale elenco di parole.
Nel Medioevo, si assiste alla nascita dei cosiddetti "glossari": annotazioni marginali che spiegano parole dal significato oscuro, talora fornendone la corretta interpretazione; tali note nel tempo diverranno dei veri e propri elenchi.
Compito della scienza e tecnica lessicografica, in buona sostanza, è quello di raccogliere, classificare, definire parole e locuzioni (e termini), modi di dire e proverbi, anche per mezzo di esempi e citazioni (letterarie, scientifiche, giornalistiche) che illustrino la ricchezza e l'insieme dei loro significati e usi. 
Principali opere lessicografiche dell'antichità
- De significatu verborum di Verrio Flacco (I sec.): primo vocabolario in senso moderno, giuntoci in epitome.

- De compendiosa doctrina per litteras ad filium di Nonio Marcello (III-IV sec. d.C.): opera in 20 volumi, contiene ricerche etimologiche ed elenchi di vocaboli in ordine alfabetico.

- Συναγωγή Synagōgḕ di Esichio di Alessandria (V sec. d.C.): il più ampio dei lessici greci.

- Σοῦδα Sùda, anonima (X sec. d.C.): lessico enciclopedico di età bizantina, con riferimenti grammaticali, etimologici, biografici e letterari.

Principali opere lessicografiche medievali
- Etymologiarum sive originum libri XX di Isidoro di Siviglia: raccolta di nozioni di grammatica, retorica, dialettica, matematica, medicina, teologia, poesia, geografia, mineralogia, agricoltura, arte militare, tecnica, alimentazione ecc.

- De rerum naturis di Rabano Mauro, arcivescovo di Magonza  (784-848 d.C.).

- Glossario di Monza (X sec.), destinato ai viaggiatori in Oriente: lessico italiano affiancato da voci bizantine.